# Duszenie (węże)

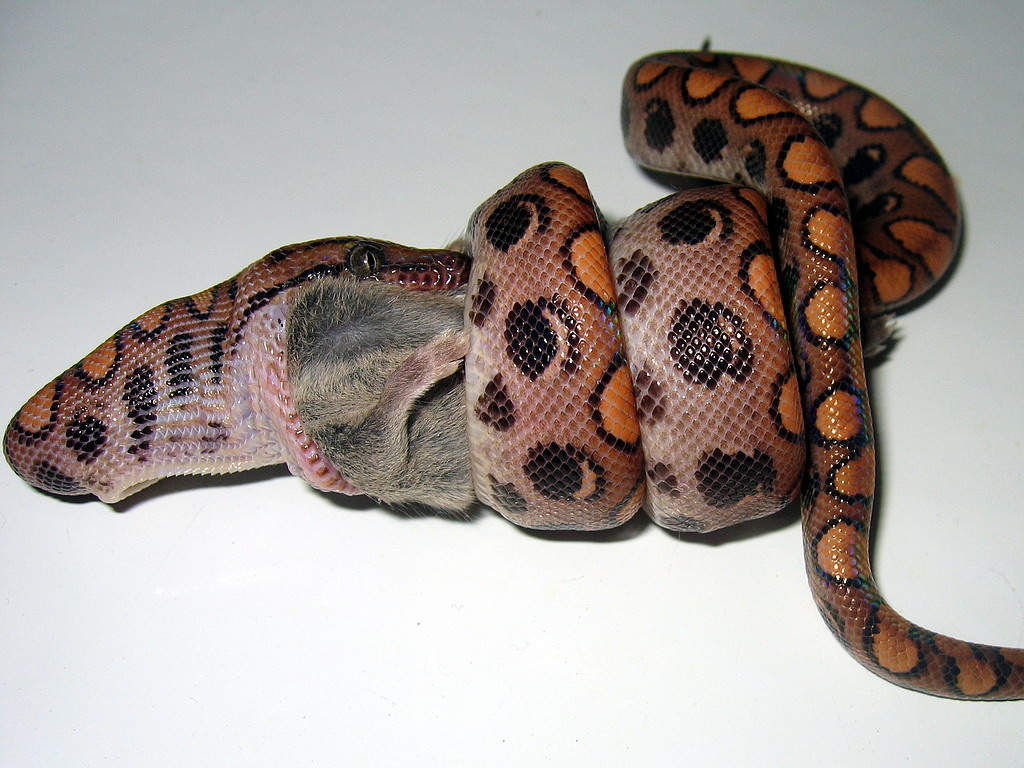
Boa tęczowy duszący mysz domową

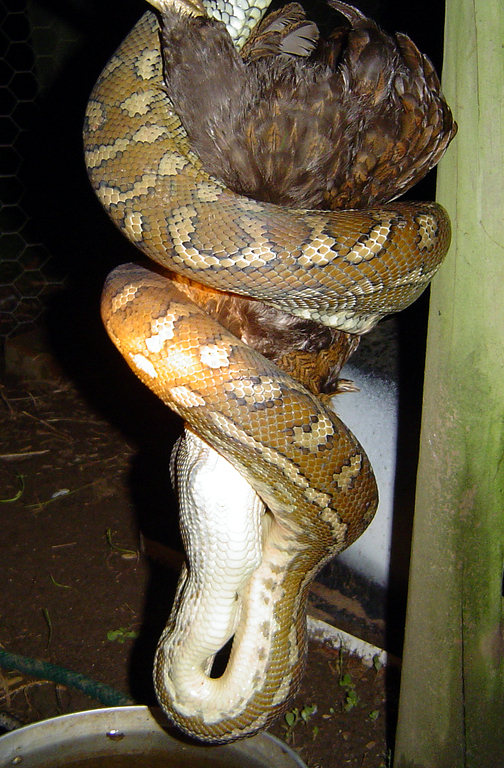
Pyton dywanowy duszący kurę domową

Duszenie – metoda stosowana przez różne gatunki węży do obezwładniania i zabijania swoich ofiar. 

## Opis
Chociaż niektóre gatunki jadowitych i średnio jadowitych węży używają ucisku, aby ujarzmić swoją ofiarę, większość węży, które używają ucisku, nie ma jadu. Wąż początkowo uderza w ofiarę i trzyma się jej, wciągając w swoje zwoje lub w przypadku bardzo dużej ofiary, wciągając się na nią. Wąż następnie owija jedną lub dwie pętle wokół ofiary, rozpoczynając duszenie i monitoruje bicie serca ofiary, aby ustalić, kiedy jest martwa. Może to być fizycznie wymagająca i potencjalnie niebezpieczna metoda dla węża, ponieważ przyspiesza jego metabolizm do siedmiu razy i naraża go na atak innego drapieżnika.
Wbrew mitom wąż nie miażdży ofiary ani nie łamie jej kości. Istnieje jednak kilka naturalnych obserwacji dotyczących dzikich anakond, które wykazują złamane kości u dużej ofiary. Ponadto, wbrew wcześniejszym przekonaniom, wąż nie powoduje uduszenia przez uciskanie ofiary; zamiast tego badanie śmierci spowodowanej przez boa dusicieli wykazało, że duszenie „odcina” przepływ krwi (a tym samym tlenu) potrzebnego ważnym narządom, takim jak serce i mózg, co prowadzi do utraty przytomności w ciągu kilku sekund i zatrzymania akcji serca wkrótce potem. Ponadto wykazano, że wiele gatunków węży kurczy się przy ciśnieniu wyższym niż to, które powoduje zatrzymanie akcji serca. W połączeniu z obserwacjami krwotoków z jamy ustnej i nosa u ofiar, uważa się również, że naciski duszące zakłócają przetwarzanie bodźców, zmuszając krew do przepływu do mózgu. Innymi słowy, duszenie może działać za pomocą różnych mechanizmów przy różnych ciśnieniach. Prawdopodobnie przeszkadza w oddychaniu przy niskim ciśnieniu, może przerywać przepływ krwi i przytłaczać normalne ciśnienie krwi oraz krążenie ofiary przy umiarkowanym ciśnieniu, a także może zakłócać przetwarzanie bodźców i uszkadzać tkanki przy wysokim ciśnieniu.
Podczas skurczów, w których serce ofiary jest zablokowane, ciśnienie tętnicze spada, podczas gdy ciśnienie żylne wzrasta, a naczynia krwionośne zaczynają się zamykać. Serce nie ma wystarczającej siły do pompowania i przepływ krwi zatrzymuje się. Narządy wewnętrzne o wysokim tempie metabolizmu, w tym mózg, wątroba i serce, zaczynają przestawać funkcjonować i obumierają z powodu niedokrwienia, utraty tlenu i glukozy. Istnieją dowody na to, że boa dusiciele mają większe trudności z zabijaniem ektoterm – zwierząt takich jak jaszczurki i węże, których temperatura ciała zależy od ciepła zewnętrznego. Zaobserwowano, że boa dusiciel przez godzinę atakował jaszczurkę z rodzaju ctenosaura, która przeżyła atak.
Ponieważ są to stosunkowo niedawne badania (2015) możliwe jest, że pozostałe dusiciele zabijają w inny sposób. Wcześniej akceptowano, że dusiciele używały swojego ciała do trzymania ofiary mocno i uniemożliwiania jej wciągnięcia powietrza do płuc, co skutkowało śmiercią z powodu uduszenia lub że ciśnienie duszenia powodowało wzrost ciśnienia w ciele ofiary. 